# George Hay (comte de Gifford)
George Hay, comte de Gifford (26 avril 1822 – 22 décembre 1862) est un homme politique du Parti libéral britannique.

## Biographie
Lord Gifford est né à Yester House, le fils aîné de George Hay (8e marquis de Tweeddale). Il fait ses études au Trinity College et à Trinity Hall, Cambridge,  où il est président du University Pitt Club. En 1850, il est capitaine dans la cavalerie d'East Lothian Yeomanry et devient secrétaire privé du secrétaire d'État à la guerre (Henry Pelham-Clinton (5e duc de Newcastle)) en 1854. Un an plus tard, il entre au Parlement en tant que député de Totnes (un siège qu'il occupe jusqu'à sa mort).
En 1862, Lord Gifford est impliqué dans un accident en sauvant un ouvrier sur le point d'être écrasé par un arbre que ce dernier abattait dans le parc de Yester Castle. En raison de l'accident, la baronne douairière Dufferin et Claneboye (une amie proche qui avait précédemment refusé ses propositions) accepte d'épouser Lord Gifford et ils se marient à Dufferin Lodge le 13 octobre 1862. À la suite de l'accident, Lord Gifford est décédé deux mois plus tard et comme lui et sa femme n'ont pas d'enfants, son frère, Lord Arthur devient l'héritier des titres et des domaines de leur père.

## Sources
- (en) Cet article est partiellement ou en totalité issu de l’article de Wikipédia en anglais intitulé « George Hay, Earl of Gifford » (voir la liste des auteurs).

1. ↑  F. W. S. Craig, British parliamentary election results 1832–1885, Chichester, Parliamentary Research Services, 1989 (1re éd. 1977), 310–311 p. (ISBN 0-900178-26-4)
2. ↑  Walter Morley Fletcher, The University Pitt Club: 1835-1935, Cambridge, Cambridge University Press, 2011 (1re éd. 1935) (ISBN 978-1-107-60006-5), p. 77